# Bistum Navrongo-Bolgatanga
Das Bistum Navrongo-Bolgatanga (lat.: Dioecesis Navrongensis-Bolgatangana) ist eine in Ghana gelegene römisch-katholische Diözese mit Sitz in Navrongo. 

## Geschichte
Das Bistum Navrongo-Bolgatanga wurde am 23. April 1956 durch Papst Pius XII. aus Gebietsabtretungen der Bistümer Tamale und Keta als Bistum Navrongo errichtet und dem Erzbistum Cape Coast als Suffraganbistum unterstellt. Am 30. Mai 1977 wurde das Bistum Navrongo in Bistum Navrongo-Bolgatanga umbenannt und dem Erzbistum Tamale als Suffraganbistum unterstellt.

## Ordinarien

### Bischöfe von Navrongo
- Gérard Bertrand MAfr, 1957–1973
- Rudolph Akanlu, 1973–1977

### Bischöfe von Navrongo-Bolgatanga
- Rudolph Akanlu, 1973–1994
- Lucas Abadamloora, 1994–2009
- Alfred Agyenta, seit 2011